# Bryomyces doppelbaurorum
Bryomyces doppelbaurorum är en svampart som beskrevs av Döbbeler 1978. Bryomyces doppelbaurorum ingår i släktet Bryomyces och familjen Pseudoperisporiaceae.   Inga underarter finns listade i Catalogue of Life.